# Orthosia gemina
Orthosia gemina là một loài bướm đêm trong họ Noctuidae.